# Estéreo (unidad)

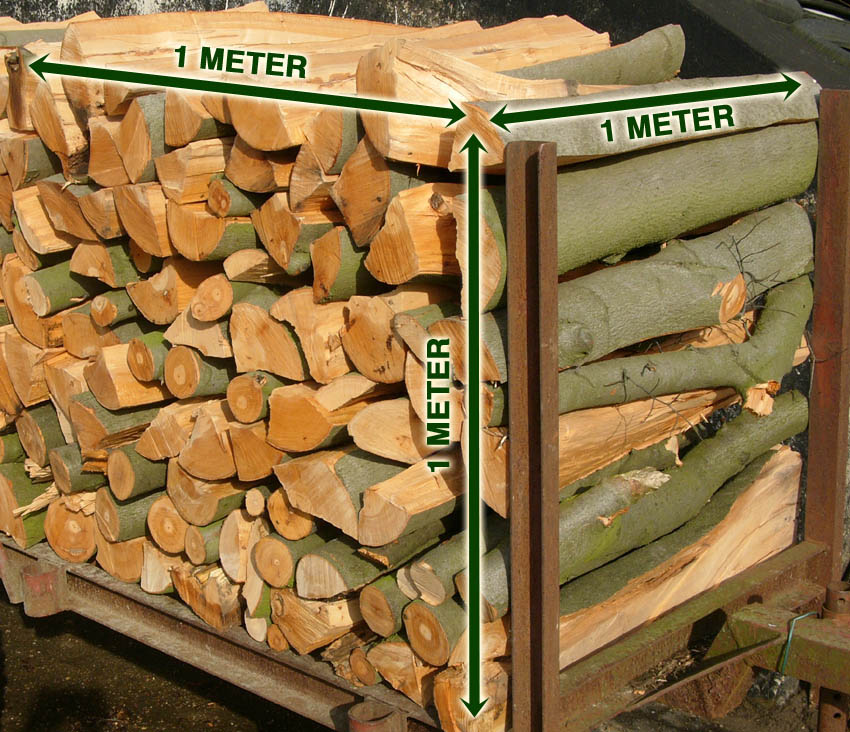
El estéreo equivale a la leña que puede colocarse, apilada, en el espacio de un metro cúbico.

El estéreo (abreviado st) o volumen apilado es una unidad de volumen del sistema métrico decimal. Es una unidad obsoleta, a pesar de que aún se siga utilizando, y es preferible utilizar el m³. 
Estima por aproximación la cantidad o peso (de dicho volumen) de madera (como leña, madera aserrada, o carbón) a procesar, transportar, o apilar; y se expresa obteniendo el ancho, largo, y alto promedio de un metro cúbico (1 m³) en total. Para un cálculo de material neto, se le aplica un factor (margen de error) de corrección que "descuente" los espacios de entre el material, se generaliza (ya que depende de varios factores que modifican el índice en sí mismo) diciendo que típicamente dado un estéreo obtendríamos 0.66 m³ de madera. Es utilizada ampliamente en la actividad forestal y la industria maderera.